# (4636) Чили
(4636) Чили (исп. Chile) — астероид главного пояса, который был открыт 13 февраля 1988 года бельгийским астрономом Эриком Эльстом в обсерватории Ла-Силья и назван в честь Чили, государства в Южной Америке.

Орбита астероида Чили и его положение в Солнечной системе